# Faro de Kihnu
El Faro de Kihnu (en estonio: Kihnu Tuletorn) es un faro situado en Kihnu, una isla en el norte del Golfo de Riga en el Condado de Pärnu; en Estonia. 
El faro fue prefabricado en Inglaterra; y montado en 1865. El faro utiliza una lente de Fresnel, con una estructura cónica de hierro fundido, pintada de blanco con la cúpula pintada de rojo.